# Forma de Killing
En matemáticas, la forma de killing de un álgebra de Lie, llamada así por Wilhelm Killing, es una forma bilineal simétrica que desempeña un papel básico en las teorías de grupos de Lie y álgebras de Lie. Los criterios de Cartan (criterio de solubilidad y criterio de semisimplicidad) afirman que la forma de Killing tiene una estrecha relación con la semisimplicidad de las álgebras de Lie.

## Historia y nombre
La forma Killing fue esencialmente introducida en la teoría de  álgebras de Lie por Élie Cartan  () en su tesis. En un estudio histórico sobre la teoría de Lie,Borel (2001) señala cómo el término "forma de Killing" apareció por primera vez en 1951, durante uno de los informes para el Séminaire Bourbaki; surgió como una denominación inadecuada, ya que la forma había sido utilizada previamente por teóricos como Sophus Lie, aunque no la habían denominada de ninguna manera especial. Otros autores ahora emplean el término forma de Cartan-Killing. A finales del siglo XIX, W. Killing había notado que los coeficientes de la ecuación característica de un elemento semisimple y regular de un álgebra de Lie son invariantes bajo el grupo adjunto, de lo que se deduce que la forma Killing (es decir, el coeficiente de grado 2) es invariante, pero no extrajo mayores consecuencias de esta observación. Un resultado básico que É. Cartan utilizó fue el criterio de Cartan, que establece que la forma Killing no es degenerada si y solo si el álgebra de Lie es una suma directa de álgebras de Lie simples.

## Definición
Considérese un álgebra de Lie {\displaystyle {\mathfrak {g}}} sobre un cuerpo algebraico {\displaystyle \mathbb {K} }, entonces, cada elemento {\displaystyle x} de {\displaystyle {\mathfrak {g}}} define el endomorfismo adjunto {\displaystyle {\text{ad}}(x)} (también escrito como {\displaystyle {\text{ad}}_{x}}) de {\displaystyle {\mathfrak {g}}} con la ayuda del corchete de Lie, como
{\displaystyle \operatorname {ad} (x)(y)=[x,y].}
Ahora, suponiendo {\displaystyle {\mathfrak {g}}} es de dimensión finita, la traza de la composición de dos de estos endomorfismos define una forma bilineal simétrica
{\displaystyle B(x,y)=\operatorname {trace} (\operatorname {ad} (x)\circ \operatorname {ad} (y)),}
con valores en {\displaystyle \mathbb {K} }, la forma de Killing en {\displaystyle {\mathfrak {g}}}.

## Propiedades
Las siguientes propiedades se siguen como teoremas de la definición anterior:
- La forma Killing {\displaystyle B} es bilineal y simétrica.
- La forma Killing es una forma invariante, al igual que todas las demás formas obtenidas de operadores de Casimir. La derivación de los operadores de Casimir desaparece; para la forma Killing, esta desaparición se puede escribir como

{\displaystyle B([x,y],z)=B(x,[y,z])}
donde [ , ] es el corchete de Lie.
- Si {\displaystyle {\mathfrak {g}}} es un álgebra de Lie simple compleja entonces cualquier forma bilineal simétrica invariante en {\displaystyle {\mathfrak {g}}} es un múltiplo escalar de la forma Killing. Esa propiedad no vale si {\displaystyle {\mathfrak {g}}} es simple, pero no compleja; punto clave: álgebra de Lie absolutamente simple.
- La forma Killing también es invariante bajo automorfismos  s del álgebra {\displaystyle {\mathfrak {g}}}, es decir,

{\displaystyle B(s(x),s(y))=B(x,y)}
para  s en {\displaystyle {\mathfrak {g}}}.
- El criterio de Cartan establece que un álgebra de Lie es semisimple si y sólo si la forma Killing es no degenerada.
- La forma Killing de un álgebra de Lie nilpotente es idénticamente cero.
- Si {\displaystyle I} y {\displaystyle J} son dos ideales en un álgebra de Lie {\displaystyle {\mathfrak {g}}} con intersección cero, luego {\displaystyle I} y {\displaystyle J} son subespacios ortogonales con respecto a la forma Killing.
- El complemento ortogonal con respecto a {\displaystyle B} de un ideal es de nuevo un ideal.[3]
- Si un álgebra de Lie dada {\displaystyle {\mathfrak {g}}} es una suma directa de sus ideales {\displaystyle I_{1},\dots ,I_{n}}, entonces la forma Killing de {\displaystyle {\mathfrak {g}}} es la suma directa de las formas Killing de los sumandos individuales.

## Elementos de matriz
Dada una base {\displaystyle e_{i}} del álgebra de Lie {\displaystyle {\mathfrak {g}}}, los elementos matriciales de la forma Killing vienen dados por
{\displaystyle B_{ij}=\mathrm {trace} (\mathrm {ad} (e_{i})\circ \mathrm {ad} (e_{j})).}
Aquí
{\displaystyle \left({\textrm {ad}}(e_{i})\circ {\textrm {ad}}(e_{j})\right)(e_{k})=[e_{i},[e_{j},e_{k}]]=[e_{i},{c_{jk}}^{m}e_{m}]={c_{im}}^{n}{c_{jk}}^{m}e_{n}}
en notación de suma de Einstein, donde  cijk son las constantes de estructura del álgebra de Lie. El índice {\displaystyle k} funciona como índice de columna y el índice {\displaystyle n} como índice de fila en la matriz {\displaystyle {\text{ad}}(e_{i},e_{j})}. Tomar el rastro equivale a poner {\displaystyle k=n} y sumando, y así podemos escribir
{\displaystyle B_{ij}={c_{im}}^{n}{c_{jn}}^{m}}
La forma Killing es el 2-tensor más simple que se puede formar a partir de las constantes de estructura. La forma en sí es entonces {\displaystyle B=B_{ij}e^{i}\otimes e^{j}.}
En la definición indexada anterior, debemos tener cuidado al distinguir los índices superiores e inferiores (índices co- y contra-variantes).  Esto se debe a que, en muchos casos, la forma Killing se puede usar como un tensor métrico en una variedad, en cuyo caso la distinción se vuelve importante para las propiedades de transformación de los tensores. Cuando el álgebra de Lie es semisimple sobre un campo de característica cero, su forma Killing no es degenerada, y por lo tanto se puede usar como un tensor métrico para subir y bajar índices.  En este caso, siempre es posible elegir una base para {\displaystyle {\mathfrak {g}}} tal que las constantes de estructura con todos los índices superiores sean completamente antisimétrico.
La forma Killing para algunas álgebras de Lie {\displaystyle {\mathfrak {g}}} son (para  X, Y en {\displaystyle {\mathfrak {g}}} visto en su representación matricial fundamental):
| {\displaystyle {\mathfrak {g}}}                                            | {\displaystyle B(X,Y)}                                            |
| -------------------------------------------------------------------------- | ----------------------------------------------------------------- |
| {\displaystyle {\mathfrak {gl}}(n,\mathbb {R} )}                           | {\displaystyle 2n\ {\text{tr}}(XY)-2{\text{tr}}(X){\text{tr}}(Y)} |
| {\displaystyle {\mathfrak {sl}}(n,\mathbb {R} )}, {\displaystyle n\geq 2}  | {\displaystyle 2n{\text{tr}}(XY)}                                 |
| {\displaystyle {\mathfrak {su}}(n)}, {\displaystyle n\geq 2}               | {\displaystyle 2n\ {\text{tr}}(XY)}                               |
| {\displaystyle {\mathfrak {so}}(n)}, {\displaystyle n\geq 3}               | {\displaystyle (n-2){\text{tr}}(XY)}                              |
| {\displaystyle {\mathfrak {so}}(n,\mathbb {C} )}, {\displaystyle n\geq 3}  | {\displaystyle (n-2){\text{tr}}(XY)}                              |
| {\displaystyle {\mathfrak {sp}}(2n,\mathbb {R} )}, {\displaystyle n\geq 1} | {\displaystyle (2n+2){\text{tr}}(XY)}                             |
| {\displaystyle {\mathfrak {sp}}(2n,\mathbb {C} )}, {\displaystyle n\geq 1} | {\displaystyle (2n+2){\text{tr}}(XY)}                             |
| {\displaystyle {\text{sp}}(n)}, {\displaystyle n\geq 1}                    | {\displaystyle (2n+2){\text{tr}}(XY)}                             |

## Conexión con formas reales
Supongamos que {\displaystyle {\mathfrak {g}}} es un álgebra de Lie semisimple sobre el campo de los números reales {\displaystyle \mathbb {R} }. Por criterio de Cartan, la forma Killing no es degenerada, y puede ser diagonalizada en una base adecuada con las entradas diagonales ±1. Por ley de inercia de Sylvester, el número de entradas positivas es un invariante de la forma bilineal, es decir, no depende de la elección de la base diagonalizante, y se llama el índice del álgebra de Lie {\displaystyle {\mathfrak {g}}}. Este es un número entre {\displaystyle 0} y la dimensión de {\displaystyle {\mathfrak {g}}} que es un invariante importante del álgebra de Lie real. En particular, un álgebra de Lie real {\displaystyle {\mathfrak {g}}} se llama compacta si la forma killing es definida negativa (o semidefinida negativa si el álgebra de Lie no es semisimple). Nótese que esta es una de las dos definiciones inequivalentes comúnmente utilizadas para la compacidad de un álgebra de Lie; el otro establece que un álgebra de Lie es compacta si corresponde a un grupo de Lie compacto. La definición de compacidad en términos de definición negativa de la forma Killing es más restrictiva, ya que usando esta definición se puede demostrar que bajo la correspondencia de Lie, álgebra de Lie compactas corresponden a grupo de Lie compactos.
Si {\displaystyle {\mathfrak {g}}_{\mathbb {C} }} es un álgebra de Lie semisimple sobre los números complejos, entonces hay varias álgebras de Lie reales no isomorfas cuya complejización es {\displaystyle {\mathfrak {g}}_{\mathbb {C} }}, que se llaman sus formas reales. Resulta que cada álgebra de Lie semisimple compleja admite una forma real compacta única (hasta el isomorfismo) {\displaystyle {\mathfrak {g}}}. Las formas reales de un álgebra de Lie semisimple compleja dada se etiquetan con frecuencia por el índice positivo de inercia de su forma Killing.
Por ejemplo, el complejo álgebra lineal especial {\displaystyle {\mathfrak {sl}}(2,\mathbb {C} )} tiene dos formas reales, el álgebra lineal especial real, denotada {\displaystyle {\mathfrak {sl}}(2,\mathbb {R} )}, y el álgebra unitaria especial, denotado {\displaystyle {\mathfrak {su}}(2)}. El primero es no compacto, la llamada forma real dividida, y su forma Killing tiene firma {\displaystyle (2,1)}. La segunda es la forma real compacta y su forma Killing es definida negativa, es decir, tiene firma ( 0, 3). Los grupos de Lie correspondientes son el grupo no compacto {\displaystyle \mathrm {SL} (2,\mathbb {R} )} de matrices reales 2 × 2 con el determinante unitario y el grupo unitario especial {\displaystyle \mathrm {SU} (2)}, que es compacto.

## Formas de traza
Sea {\displaystyle {\mathfrak {g}}} ser un álgebra de Lie de dimensión finita sobre el campo {\displaystyle K}, y {\displaystyle \rho :{\mathfrak {g}}\rightarrow {\text{End}}(V)} ser una representación del álgebra de Lie. Sea {\displaystyle {\text{Tr}}_{V}:{\text{End}}(V)\rightarrow K} ser el funcional de seguimiento en {\displaystyle V}. Luego podemos definir la forma de traza para la representación {\displaystyle \rho } como
{\displaystyle {\text{Tr}}_{\rho }:{\mathfrak {g}}\times {\mathfrak {g}}\rightarrow K,}
{\displaystyle {\text{Tr}}_{\rho }(X,Y)={\text{Tr}}_{V}(\rho (X)\rho (Y)).}
Entonces la forma Killing es el caso especial de que la representación es la representación adjunta, {\displaystyle {\text{Tr}}_{\text{ad}}=B}.
Es fácil demostrar que esto es simétrico, bilineal e invariante para cualquier representación {\displaystyle \rho }.
Si además {\displaystyle {\mathfrak {g}}} es simple y {\displaystyle \rho } es irreducible, entonces se puede mostrar {\displaystyle {\text{Tr}}_{\rho }=I(\rho )B} donde {\displaystyle I(\rho )} es el índice de la representación.